# Legio II Iulia Alpina

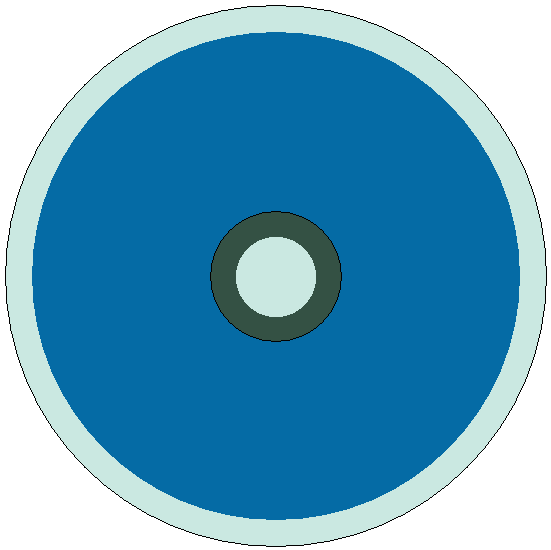
Schildbemalung (Münchner Manuskript) der Legio Secunda Iulia Alpina im frühen 5. Jahrhundert

Die Legio II Iulia Alpina war eine Legion der römischen Armee, die wahrscheinlich unter Kaiser Constans (337–350 n. Chr.) ausgehoben wurde und bis ins 5. Jahrhundert hinein bestand. Namensgebend waren wohl die Julischen Alpen, wo die Legion aufgestellt wurde und/oder anfänglich stationiert war. Das Emblem der Legion ist unbekannt.
Sie wurde vermutlich mit ihren Schwesterlegionen 
- Legio I Iulia Alpina und
- Legio III Iulia Alpina

zunächst in der Provinz Alpes Cottiae stationiert. Später wurde sie nach Illyricum versetzt.
Vermutlich wurden besonders kampftüchtige Soldaten der Secunda Iulia im Zusammenhang mit den Barbareninvasionen des frühen 5. Jahrhunderts von der Limitaneilegion (Grenzheer) II Iulia Alpina abgespalten und als Pseudocomitanenses in das illyrische Feldheer eingegliedert.
Zur Zeit der Notitia Dignitatum um 430 war wohl auch der Rest der Secunda Iulia Alpina unter dem Befehl des Magister peditum zu Pseudocomitatenses befördert worden und operierte bei Feldzügen zusammen mit der Legio Prima Alpina. Die Secunda Iulia diente unter dem Comes Illyrici.